# Aljaž-torony
Az Aljaž-torony a legmagasabb hegyi menedék Szlovéniában, a Triglav csúcsán áll.

## Történelem
Amíg Jakob Aljaž lelkész Dovjében szolgált, észrevette a külföldiek növekvő érdeklődését a szlovén hegyek után. Ennek úgy kísérelt ellenállni, hogy öt koronáért megvette a Triglav és a Kredarica csúcsát. Így senki se tudta megakadályozni abban, hogy a saját földjén építsen. 1895-ben elkezdte építeni a tornyát szerény eszközeivel. A torony négy ablakú, 1,90 méter magas és 1,25 m sugarú henger lett, csúcsos tetővel. A menedéket, melyet Aljaž-toronynak neveztek el, később a Szlovén Hegymászó Szövetségnek ajándékozta.
1991 júniusában, amikor Szlovénia kihirdette függetlenségét, a szlovén zászlót gyorsan felvonták a tornyon. 1999. augusztus 5-én nemzeti kulturális emlékműnek nyilvánították, három hónapra rá pedig az állam tulajdonává vált.
A torony vastag, összecinkelt lemezekből készült, melyet Anton Belec dolgozott ki. Beton alapra építették, és villámhárítóval van felszerelve. Azóta többször is renoválták, de az eredeti alakja nagyjából megmaradt.

## Külső hivatkozások
- Triglav panoráma